# شعار الشيشان

شعار إتشكيريا

اعتمد شعار إتشكيريا و6 يناير 1998 وحكومة شيشانية ، العلم الوطني، الخاتم الوطني والنشيد الوطني الشيشاني الموثق في الدستور 13 الفقرة الأولى.تعمل ارتفاعا.